# 국도 제8호선 (베트남)

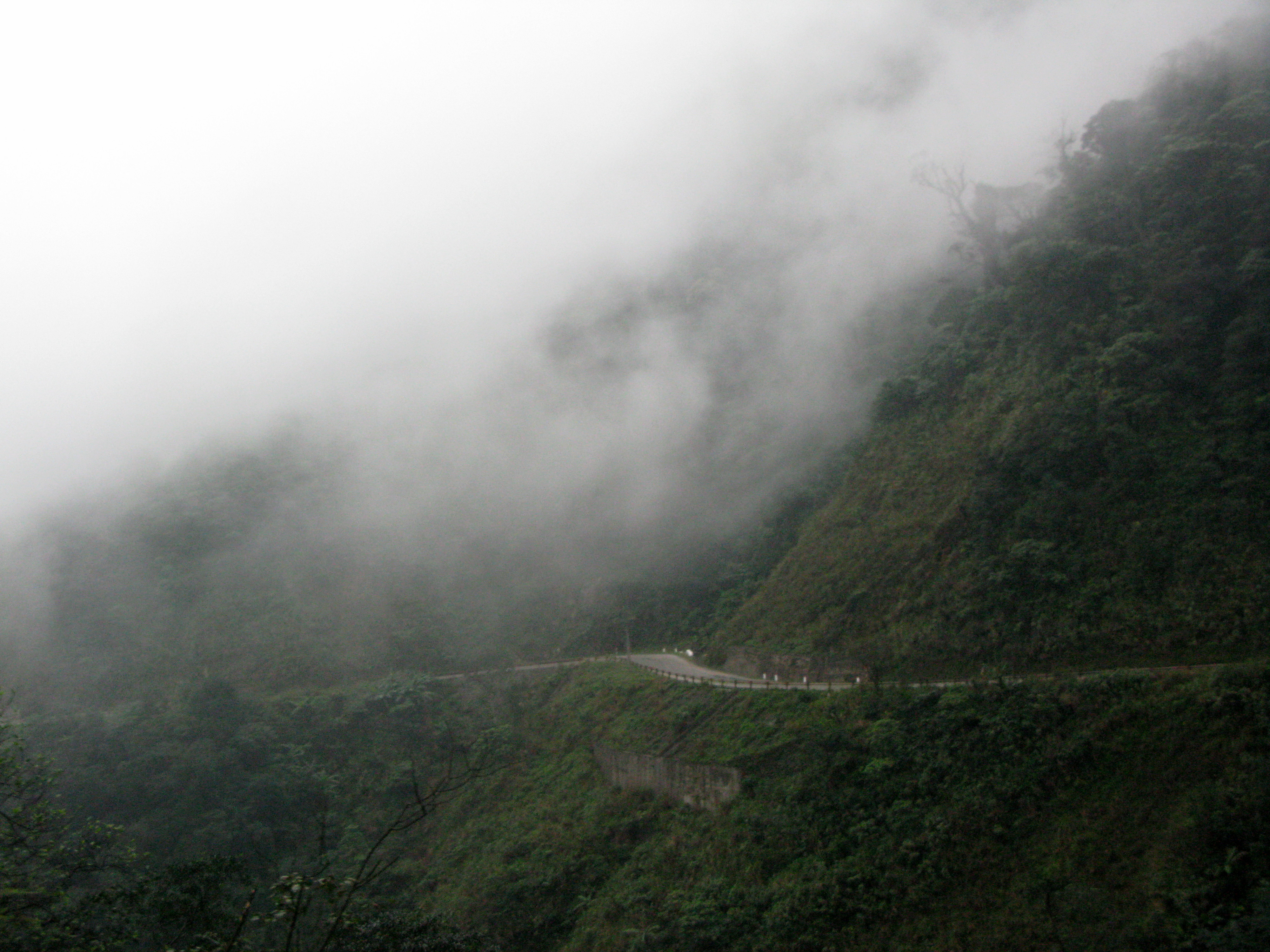
안남산맥을 지나가고 있는 베트남 8번 국도

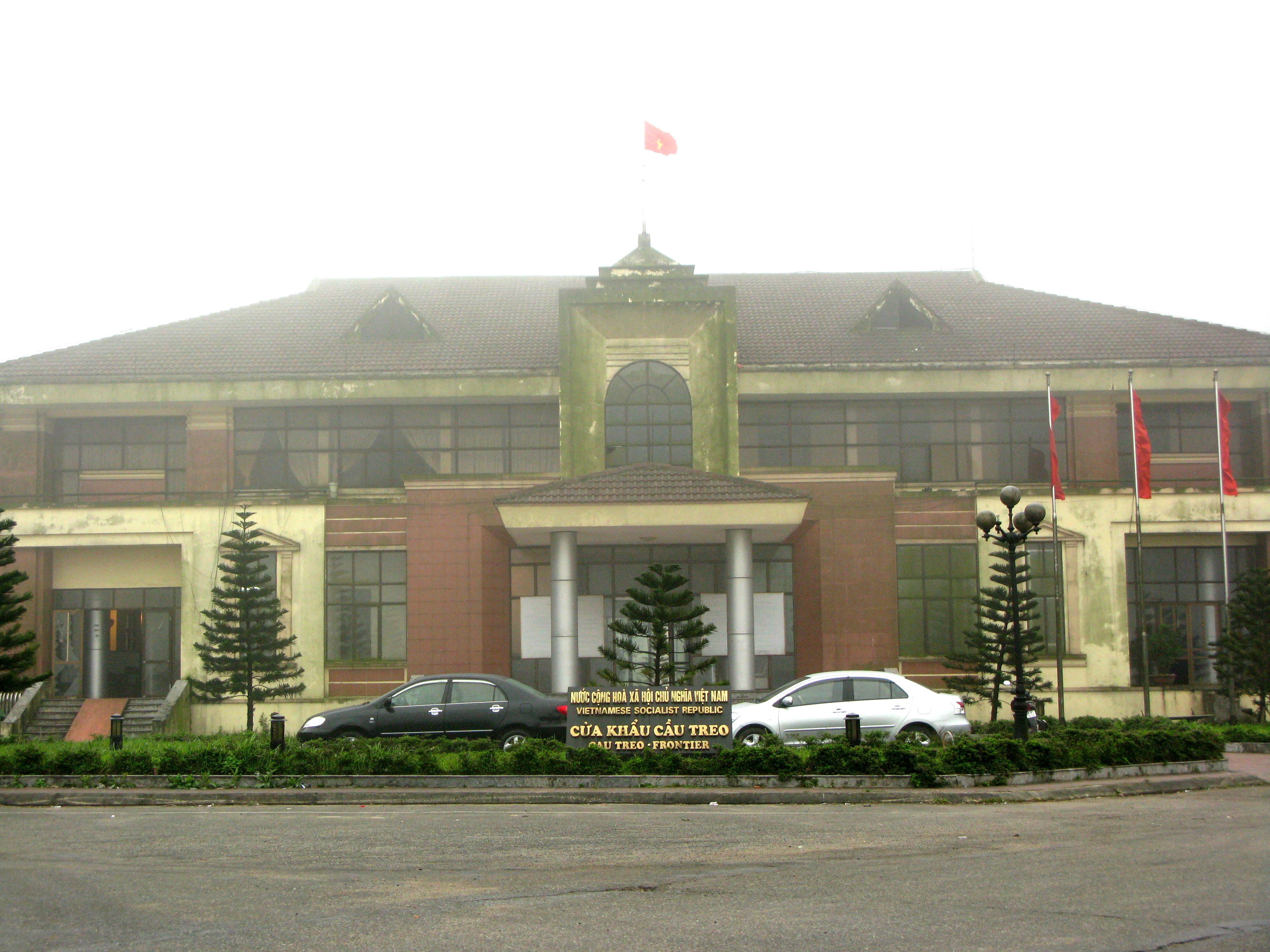
국경 검문소 (베트남 일대)

국도 제8호선(National Route 8, 의 일부)은 베트남의 북중부 일대의 성인 하띤성을 종주하고 있는 일반 국도로, 베트남 정부에서 관할하고 있으며 해당 경로는 2개의 구간으로 나뉜다. 첫 번째로 총 연장은 85.3 km의 구간을 가진 홍린과 득터현 그리고 흐엉선현 간 도로 노선은 8A번 국도로 이루고 있다. 또한 해당 경로에는 36개의 교량이 부설되어 있는 것으로 보이게 되지만, 8A번 국도의 교차로로 연결되어 있는 곳은 안남산맥에서는 국도 제1A호선과 만나고, 호치민을 거쳐 라오스 8번 국도와도 접촉한다. 두 번째로는 총 연장 25 km의 구간을 가진 홍린의 동쪽으로 향하여 쑤언하이항까지 이어주는 경로이기도 하는 8B번 국도의 구간으로 이루어진다. 그래서 두 도로를 합치면 110.3 km의 총 연장을 가지게 되는 셈이지만 아시안 하이웨이 15호선의 일부이기도 하다.